# Estación Hasenkamp
Hasenkamp es una estación de ferrocarril ubicada en la localidad de mismo nombre del Departamento Paraná en la Provincia de Entre Ríos, Argentina. 

## Servicios
Se encuentra precedida por la Estación El Pingo y le sigue Estación Las Garzas.